# Igor Štuhec
Igor Štuhec, slovenski skladatelj in pedagog, * 15. december 1932, Sv. Ana pri Mariboru, † september 2024.
Kompozicijo je študiral na Akademiji za glasbo v Ljubljani v razredu Matije Bravničarja in Lucijana Marije Škerjanca. Diplomiral je leta 1960. Med letoma 1964 in 1966 se je izpopolnjeval na Visoki šoli za glasbo na Dunaju pri prof. Hannsu Jelineku in Friedrichu Cerhi.
Štuhec je večino svojih skladb napisal v modernističnem slogu. Njegova prva dela so napisana pod vplivom neoklasicizma, kasneje pa se je predal dodekafonskemu in aleatoričnemu komponiranju. Je tudi eden pionirjev elektroakustične glasbe pri nas.
Leta 2004 je prejel nagrado Prešernovega sklada in 2011 Kozinovo nagrado za življenjski opus.

## Opus

### Scenska glasba
- Županova Micka, opera (po A.T. Linhartu), 1948, večkrat revidirana.
- Lažni zdavnik, balet, 1964
- Moon Dawn, opera, 1973
- Dva zmerjavca, opera v dveh dejanjih (po Lojzetu Kovačiču), 1985
- Mati Angelska, opera v treh dejanjih, 1993
- Trahinke, opera enodejanjka (po Sofoklesovi književni predlogi), 1996

### Orkesterska glasba
- Suita za orkester, 1948
- Sinfonietta, 1950
- Concertino za klavir in orkester, 1953
- Serenada za godala, 1954
- V spomin Pohorskemu bataljonu, 1954–1975
- Simfonija št. 1, 1960
- Mala glasba za orkester, 1960
- Simfonija št. 2, 1963
- Koncertantna fantazija, za trobento in godala, 1963
- Koncertantna fantazija, za rog in godala, 1963
- Diferenciacije, 1964
- Platero y yo (besedilo Juan Ramón Jiménez), za sopran, tenor in orkester, 1966
- Concertino za violino in orkester, 1967
- Minikoncert, za klavir in komorni orkester, 1967
- Koncert za trobento in orkester, 1970
- Koncert za flavto in orkester, 1969
- Koncert za violo in orkester, 1971
- Poezije, za tenor in orkester, 1972
- Violinski koncert št. 1, 1973
- Entuziazmi, 1974
- Entuziazmi Beta, 1975
- Simfonija »Eleutheria«, 1975
- Entuziazmi III, 1976
- Klavirski koncert, 1982
- Violinski koncert št. 2, 1985
- Koncert za orkester, 1995

### Komorna glasba
- Trobilni kvintet, 1953
- Godalni kvartet, 1955
- 3 skladbe za pozavno in klavir, 1955
- 7 anekdot, za klarinet in klavir, 1958
- Klavirski trio, 1957
- Divertimento, za flavto, klarinet in fagot, 1958
- 2 fatalni pesmi, za sopran flavto in harfo, 1959
- 4 skladbe za rog in klavir, 1960
- Tema con variazioni, za violino, rog in klavir, 1962
- Situacija, za violino in klavir, 1963
- Silhueta I–IV, 1966
- Participation, 1967
- Sonata a 3, za klarinet, fagot in klavir, 1968
- Consolation, za klavirski trio, 1971
- Solo, za violino, 1972
- Sonata, za violino in klavir, 1972
- Art, za klavirski trio, 1973
- 4 skladbe za pozavno in klavir, 1979
- Variacije, za 4 pozavne, 1981
- Ljudska pesem, za 4 pozavne, 1983
- Glasba za pihala, trobila in tolkala, 1988
- Sound Connection, za godalni kvartet, klavir in tolkala, 1994
- Pihalni kvintet, 1996

### Klavirska glasba
- 12 skladb, 1948–1955
- 10 skladb, 1949–1955
- Klavirska sonata, 1954
- 12 štiriročnih skladb, 1958
- Divertimento, za klavir 4-ročno, 1959
- Mini-Maxi, 1960
- Preludij in chacona, 1962
- Suita, za klavir 4-ročno, 1962
- Mouvement, za klavir 4-ročno, 1965
- Elektronska glasba: Biološka transformacija, 1955; Študija, 1966